# Johannes Climacus (heilige)

Johannes Climacus in het midden

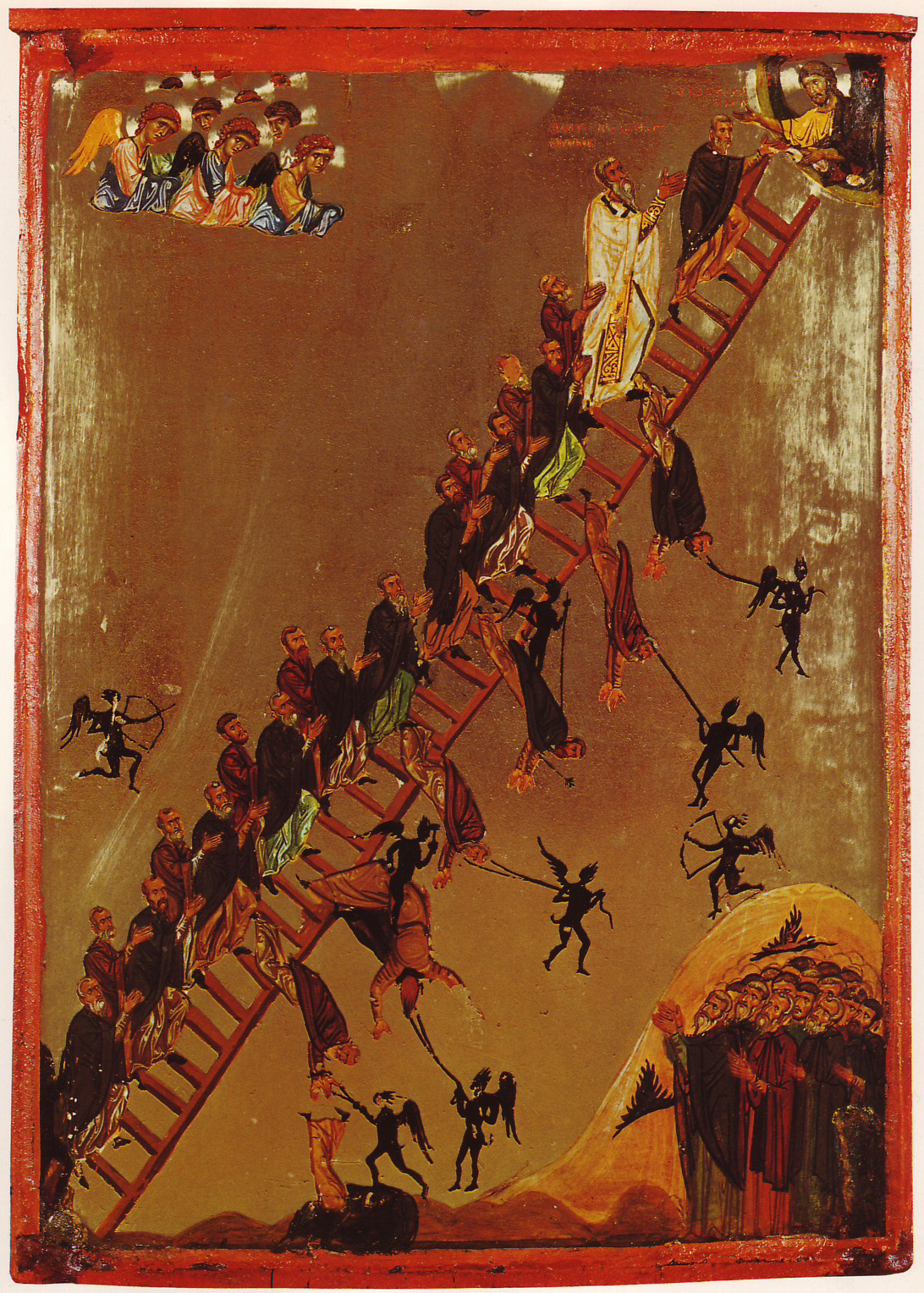
De paradijsladder

Johannes Climacus, ook Johannes Scholasticus, Johannes van de Ladder en Johannes van Sinaï, (505/579 - Sinaï, 605/649) was een Syrisch kluizenaar. 

## Leven
Volgens de heiligenlevens was Johannes kluizenaar op verschillende plaatsen in de Arabische woestijn en werd hij abt van het Katharinaklooster op de berg Sinaï toen hij 75 jaar was. Kort vóór zijn dood deed hij afstand van zijn ambt om terug te keren naar zijn eenzaam bestaan. Hij was een ascetisch schrijver, wiens werk gedurende 15 eeuwen gebruikt werd door hen die op zoek waren naar een heilig leven. Historici menen dat Johannes een Griekssprekende, christelijke intellectueel uit Gaza was en dat hij pas monnik werd na de dood van zijn echtgenote.
Hij wordt afgebeeld als abt die een ladder draagt en als een man die een visioen heeft waarbij een ladder door monniken beklommen wordt. Zijn feestdag valt in de Rooms-Katholieke Kerk en de Orthodoxe Kerk op 30 maart. De Orthodoxe Kerk herdenkt hem ook nog op de vierde zondag van de Grote Vasten.

## Werk
Men noemde hem Climacus naar aanleiding van het werk dat hem beroemd maakte: De paradijsladder (grieks: klimax tou paradeisou). Dit geschrift, cirkelend rond het aanroepen van de naam van Jezus en het Jezusgebed, diende als leidraad om de monastieke deugden te verkrijgen die de monnik de weg naar God moest openen. Elke trede van de ladder correspondeert met het hoofdstuk dat een bepaalde deugd beschrijft. De dertig treden van de ladder beschrijven de weg van de monnik.